# Tartarocreagris hoodensis
Espèce
Tartarocreagris hoodensis est une espèce de pseudoscorpions de la famille des Neobisiidae.

## Distribution
Cette espèce est endémique du Texas aux États-Unis. Elle se rencontre à Fort Hood dans les grottes Chigiouxs' Cave, Buchanan Cave et Ruggers Rift Cave.

## Description
La femelle holotype mesure 2,77 mm et le mâle paratype 2,60 mm. Ce pseudoscorpion est anophtalme.

## Étymologie
Son nom d'espèce, composé de hood et du suffixe latin -ensis, « qui vit dans, qui habite », lui a été donné en référence au lieu de sa découverte, Fort Hood.

## Publication originale
- Muchmore, 2001 : Review of the genus Tartarocreagris, with descriptions of new species (Pseudoscorpionida: Neobisiidae). Texas Memorial Musuem, Speleological Monographs, no 5, p. 57-72.